# Brněnská pětadvacítka
Brněnská pětadvacítka je běžecký závod na 25 km konaný od roku 1967 v Brně. 
Původní trasa vedla ze Žabovřesk do Jinačovic a zpět.
Od roku 2007 se jeho pořádání ujal klub AC Moravská Slavia Brno, kdy závodníci běhali ze stadionu na Vojtově ulici po stezce směrem k Anthroposu do Komína, někdy až do Bystrce, a zpět. Od roku 2019 pořádá tento závod skupina behejbrno.com - MARATON Brno, z.s.